# Ogosta
De Ogosta (Bulgaars: Огоста, Latijn: Augusta) is een rivier in het noordwesten van Bulgarije met een totale lengte van 147 km. Hij ontspringt op 1660 meter hoogte in de buurt van Tsjiprovtsi, bij de Servische grens.